# Énergie au Cap-Vert
Le secteur économique de l'énergie au Cap-Vert occupe une place prédominante dans le pays. Elle provient principalement d'énergie fossile, solaire et éolien. Le Cap-Vert est autosuffisant en énergie.

## Contexte
Le Cap-Vert importait du diesel pour répondre à sa demande énergétique. Les pouvoirs publics ont lancé un plan ambitieux pour stimuler la production d’électricité.
En 2021, la consommation d'électricité à Cap Vert reste faible comparée à la moyenne mondiale. L'énergie à bas carbone, énergie éolienne et solaire, représente une part importante de la production. Au vu du potentiel du pays concernant ces ressources, la production d'électricité est faible.
Pour les applications thermiques l'énergie la plus consommée dans les zones urbaines, est le gaz butane (69,49 %), suivi par le bois (22,43 %) et d'autres résidus (7,67 %). Dans les zones rurales le bois représente 85,72 %.
Entre 2015 et 2020, le Cap-Vert prévoit de doubler sa consommation annuelle d'électricité, passant de 360 GWh à 670 GWh.

## Énergies renouvelables
Les énergies renouvelables sont constituées d'énergie éolienne et solaire, la Biomasse et la géothermie. L'énergie hydraulique n'est qu'en partie renouvelable comme les centrales hydroélectriques à courant ou marémotrices. Certains barrages produisent des formes mixtes, en pompant de l'eau dans leurs réservoirs pendant la nuit et en produisant de l'énergie pendant la journée en cas de besoin accru en électricité.
En 2021, la part des énergies renouvelables dans la consommation totale au Cap-Vert est d'environ 23,2%.
Le Cap-Vert est un archipel exposé à des vents atteignant une vitesse moyenne de 10 m/s. En 1994, les premières éoliennes sont raccordées au réseau. En 2006, l’énergie éolienne représentait moins de 2 % du mix énergétique.Il n'y a pas eu d'augmentation notable de la production éolienne au cours des deux dernières décennies.
Néanmoins en 2017, l'objectif était d'atteindre 100% d'énergies renouvelables à l'horizon 2025

## Électricité
La consommation totale d'énergie électrique s'élève à 436,85 millions kWh soit une consommation d'environ 736 kWh par habitant.
La production totale des installations de production d'électricité s'élève à469 mio de kWh, soit 107% de ses propres besoins. Le reste de l'électricité autoproduite est exporté  ou inutilisé.

## Capacités de production d'énergie électrique théoriques (2020)
| Source d'énergie  | Capacité (mio kWh) |
| ----------------- | ------------------ |
| Énergies fossiles | 376,14             |
| Énergie solaire   | 32                 |
| Énergie éolienne  | 83,48              |
| Total             | 491,62             |